# Xasthur
Xasthur foi uma banda de black metal formada em 1995 por Scott Conner, que atende pelo pseudônimo de "Malefic". Embora semelhante a outras bandas de black metal em termos de produção low-fi e no uso de corpse paint, musicalmente e liricamente o foco do Xasthur não é voltado ao paganismo, satanismo ou blasfêmia cristã - como é comum no gênero -, mas sim na projeção astral, escuridão, desespero, suicídio, ódio e morte. 
Malefic entrou em turnê ao lado de Sunn O))) e apresentou-se com Nachtmystium no palco, mas declarou em uma entrevista para a Pitchfork Media que "manterá sempre o Xasthur como uma banda que não tocará ao vivo".

## Etimologia
O nome "Xasthur" é uma combinação de "Hastur" and "Xenaoth". Malefic explicou que ele descobriu o primeiro nome em um rascunho de Necronomicon  e acredita que se refere a "um demônio que mata as pessoas durante o sono". O último nome se refere a uma  divindade celestial que ele leu em um livro sobre a religião afro-caribenha.

## Influências
Malefic citou outras one-man bands, como Burzum e Graveland, como inspiração para a criação de sua banda: "a principal razão pela qual o Burzum me inspirou (ao contrário da crença popular) era que se ele poderia fazer tudo por conta própria - por que eu não poderia?"

## Fim das atividades
Em 26 de março de 2010, Malefic anunciou que estaria lançando o oitavo álbum de estúdio do Xasthur, Portal of Sorrow. Ele também anunciou que este seria o último álbum sob o nome Xasthur, um presente de despedida para os fãs, e que estava dissolvendo o projeto . Malefic citou a falta de motivação, entre outros aspectos, para encerrar o Xasthur, e também afirmou que não haverá uma reunião posterior da banda. Malefic comentou estar envolvido em outro projeto musical, porém sem relação com o Metal.

## Discografia
- Nocturnal Poisoning (2002)
- The Funeral of Being (2003)
- Telepathic with the Deceased (2004)
- To Violated the Oblivious (2004)
- Subliminal Genocide (2006)
- Defective Epitaph (2007)
- All Reflections Drained (2009)
- Portal of Sorrow (2010)
- Subject to Change (2016)
- Victims of the Times (2021)
- Inevitably Dark (2023)